# Рыбиков, Николай Валерьевич
Николай Валерьевич Рыбиков (5 января 2000, Санкт-Петербург, Россия) — российский футболист, вратарь клуба «Динамо» (Санкт-Петербург).

## Биография
Воспитанник петербургского «Зенита». Выступал за молодежную и вторую команду, а в 2019 году привлекался на сбор основы Катаре. На правах аренды выступал за «Чайку» и московский «Велес».
Зимой 2024 года перешел в клуб армянской Премьер-Лиги «Вест Армения». Дебютировал за него в элите 24 февраля в гостевом поединке против «Арарата» (0:1).
15 июля 2024 года стал игроком клуба «Челябинск», за который сыграл 6 матчей во Второй Лиге А и Кубке России.
Зимой 2025 вернулся в Санкт-Петербург — в клуб «Динамо» (Санкт-Петербург).